# История почты и почтовых марок Каролинских островов
История почты и почтовых марок Каролинских островов описывает развитие почтовой связи на Каролинских островах в западной части Тихого океана с административным центром в Паликире, которые находились во владении Испании с XVII века, были колонией Германии (1899—1914), под оккупацией Японии (1914—1945), под опекой США (с 1947).

## Развитие почты
Пересылка первых почтовых отправлений на Каролинских островах осуществлялась от случая к случаю и зависела от приходящих судов, испанские власти не выпускали никаких почтовых марок и почтовых штемпелей для островов.
Получив контроль над островами, Германия быстро организовала почтовую связь и выпустила почтовые марки для Каролинских островов. Уже в 1899 году там было открыто германское почтовое отделение. Германия административно поделила управлявшуюся из Новой Гвинеи колонию на два округа: Восточные и Западные Каролинские острова.
К 1900 году Яп и Понапе были остановочными пунктами регулярного почтового маршрута между Германской Новой Гвинеей и Гонконгом. Вначале маршрут обслуживали суда «Reich Mail Steamer Lines» с помощью государственных субсидий, затем в 1902 году её сменила компания «Jaluit».
Будучи подопечной территорией ООН под управлением США, Каролинские острова не имели своей почтовой эмиссии.
Подопечная территория обрела независимость как республики Микронезия и Палау соответственно в 1986 году и 1994 году.

## Выпуски почтовых марок

### Под управлением Германии
После обретения Каролинских островов 1 июня 1899 года в рамках германо-испанского договора (1899) уже 12 октября были выпущены немецкие марки с надпечаткой нем. «Karolinen» («Каролинские острова»). Сначала надпечатка была расположена под углом в 48 градусов, затем спустя несколько месяцев угол расположения надписи был изменен до 56 градусов. На сегодняшний день сохранилось немного экземпляров этих марок под обоими углами, особенно в гашёном состоянии.
В январе 1901 года Германия эмитировала марки «Яхта «Гогенцоллерн» с общим рисунком для всех германских колоний, с изображением яхты германского кайзера «Гогенцоллерн». На выпусках для Каролинских островов фигурирует надпись нем. «Karolinen» («Каролинские острова»), номиналы всех марок указаны в немецких марках и пфеннигах. Сегодня известно множество негашеных почтовых марок низких номиналов, оставшихся после японской оккупации, но как можно было бы ожидать по причине небольшого срока правления Германии и очень небольшого числа отправителей писем, проживавших на Каролинских островах, действительно прошедшие почту марки являются редкостью, причём, как правило, цены на них в 5-20 раз выше, чем на негашеные марки.
В 1905 году весь запас почтовых марок номиналом 5 пфеннигов был уничтожен тайфуном, и 10-пфенниговые марки были разрезаны пополам. Еще одна нехватка почтовых марок в 1910 году привела к появлению бисектов 20-пфенниговых марок и к надпечатке на марках достоинством в 3 пфеннига нового номинала в 5 пфеннигов.
Всего в период с 1899 года по 1914 год были эмитированы 23 почтовые марки Каролинских островов.

### Японская оккупация
Япония оккупировала Каролинские острова в октябре 1914 года, после чего японские почтовые марки использовались там до окончания Второй мировой войны в 1945 году. Германия издавала почтовые марки типа «Яхта» для Каролинских островов вплоть до 1919 года, на бумаге с ромбическими водяными знаками, но ни одна из них так и не была в почтовом обращении.

### Под опекой США
В период пребывания Каролинских островов под опекой США в обращении там находились почтовые марки США.

### Независимость
Микронезия и Палау эмитируют собственные почтовые марки соответственно с 1984 года и с 1983 года.